# Mariusz Bogdanowicz
Mariusz Bogdanowicz (ur. 29 czerwca 1960 w Gdańsku) – polski muzyk jazzowy,  kontrabasista, kompozytor i aranżer, publicysta, pedagog, producent i wydawca fonograficzny.

## Kariera
Ukończył III Liceum Ogólnokształcące im. Bohaterów Westerplatte w Gdańsku. Jest absolwentem Państwowej Szkoły Muzycznej II st. im. Fryderyka Chopina w Gdańsku-Wrzeszczu, którą ukończył w 1981 roku w klasie kontrabasu. Potem jako pierwszy kontrabasista w Polsce ukończył studia na wydziale Jazzu i Muzyki Rozrywkowej Akademii im. Karola Szymanowskiego w  Katowicach w klasie prof. Andrzeja Zubka. W okresie studiów współtworzył Heavy Metal Sextet (1982-84).
W 1986 roku wraz z Januszem Stokłosą napisał muzykę do filmu Janusza Kijowskiego Maskarada. Zagrał w filmie Niech żyje miłość (1991), rola Mariusza Kontrabasisty.
Od 1991 roku stale współpracuje z Włodzimierzem Nahornym i Januszem Stroblem. W 1991 roku rozpoczął działalność zespół Mariusz Bogdanowicz Quartet. Jest kompozytorem muzyki do tekstów piosenek takich autorów, jak: Andrzej Poniedzielski, Jan Wołek, Wojciech Ziembicki, Justyna Holm. W 1998 rozpoczęła działalność Agencja Koncertowa i Wydawnictwo Mariusza Bogdanowicza „Confiteor”.
W 2005 roku został odznaczony Brązowym Medalem Zasłużonych Kulturze Gloria Artis.
Wykładowca na Wydziale Jazzu i Muzyki Estradowej na Uniwersytecie Marii Curie-Skłodowskiej w Lublinie. Tam też prowadzi klasę kontrabasu i gitary basowej od 2006 roku.
W latach 2004–2008 i ponownie od 2013 roku prowadzi autorską audycję radiową „Jazz Travels” w Jazz Radio. Działalność publicystyczna związana z magazynem Jazz Forum – wywiady z Włodzimierzem Nahornym, Wojciechem Karolakiem, Krzysztofem Herdzinem, Maciejem Sikałą.
Autor i wykonawca muzyki do spektaklu Emigranci Sławomira Mrożka (Provisorium Kompania Teatr, Lublin, premiera - styczeń 2009).

## Dyskografia

### Płyty autorskie
| wykonawca, zespół   | rok  | tytuł            | wytwórnia | uwagi dodatkowe |
| ------------------- | ---- | ---------------- | --------- | --- |
| Mariusz Bogdanowicz | 1995 | Back To the Bass | Koch Jazz | z udziałem: Mariusz Mielczarek, Brandon Furman, Piotr Biskupski |
| Mariusz Bogdanowicz | 2001 | Confiteor Song   | Confiteor | z udziałem: Zbigniew Namysłowski, Adam Wendt, Brandon Furman, Andrzej Jagodziński, Krzysztof Herdzin, Piotr Biskupski |
| Mariusz Bogdanowicz | 2013 | Syntonia         | Confiteor | z udziałem: Adam Wendt, Miłosz Wośko, Sebastian Frankiewicz, Kuba Badach, Andrzej Jagodziński, Marcin Olak, Piotr Schmidt |
| Mariusz Bogdanowicz | 2016 | Przy Tobie       | Confiteor | z udziałem: Włodzimierz Nahorny, Adam Wendt, Paweł Tomaszewski, Piotr Schmidt, Marcin Olak, Sebastian Frankiewicz, Michał Iwanek, Rafał Kazimirski, Paulina Mazepa, Katarzyna Maziarczyk, Anna Michałowska, Natalia Nejman, Monika Szymczyk, Kinga Ziółko |

## Pełna dyskografia
| wykonawca, zespół                                            | rok  | tytuł                                 | wytwórnia        | uwagi dodatkowe |
| ------------------------------------------------------------ | ---- | ------------------------------------- | ---------------- | --- |
| Heavy Metal Sextet                                           | 1982 | Heavy Metal Sextet                    | Poljazz          | z udziałem: Waldemar Szymański, Janusz Kowalski, Tadeusz Jakubowski, Jarosław Małys, Mirosław Sitkowski |
| Heavy Metal Sextet                                           | 1983 | Jazz Hoeilaart’83                     | Rainbow          | z udziałem: Waldemar Szymański, Janusz Kowalski, Tadeusz Jakubowski, Jarosław Małys, Mirosław Sitkowski |
| Heavy Metal Sextet                                           | 1984 | Heavy Metal Sextet II                 | Poljazz          | z udziałem: Waldemar Szymański, Janusz Kowalski, Tadeusz Jakubowski, Jarosław Małys, Mirosław Sitkowski |
| Heavy Metal Sextet                                           | 1985 | International Jazz Junction           | Jugoton          | z udziałem: Waldemar Szymański, Janusz Kowalski, Tadeusz Jakubowski, Jarosław Małys, Mirosław Sitkowski |
| Just Quartet                                                 | 1987 | Just Quartet                          | Poljazz          | z udziałem: Krzysztof Woliński, Janusz Strobel, Piotr Biskupski |
| Big Band Wiesława Pieregorólki                               | 1987 | Wiesław Pieregorólka Big Band         | Polskie Nagrania | |
| Wojtek Gogolewski Quartet                                    | 1988 | Sześć krótkich filmów                 | Poljazz          | z udziałem: Saskia Schneider, Wojciech Gogolewski, Piotr Biskupski |
| Lonstar                                                      | 1988 | Różne kolory                          | Polskie Nagrania | z udziałem: Michał Lonstar, Maria Staszek, Krzysztof Woliński, Jacek Wąsowski, Janusz Staszek |
| Wojtek Gogolewski Quartet                                    | 1989 | Crying with laughter                  | Champion         | z udziałem: Saskia Schneider, Wojciech Gogolewski, Piotr Biskupski |
| Andrzej Zaucha, Big Band Wiesława Pieregorólki               | 1989 | Andrzej Zaucha                        | Polskie Nagrania | z udziałem: Wiesław Pieregorólka, Wojciech Karolak, Tomasz Szukalski, Janusz Muniak, Waldemar Kurpiński, Henryk Miśkiewicz, Wiesław Wysocki, Henryk Majewski, Robert Majewski, Janusz Kania, Wacław Smoliński, Mieczysław Pawelec, Paweł Dalach, Dariusz Macioch, Jerzy Wysocki, Waldemar Wąchała, Andrzej Życzyński, Adam Buczek, Mirosław Żyta                      |
| Janusz Strobel Trio                                          | 1993 | Janusz Strobel Trio                   | Miraphon         | z udziałem: Janusz Strobel, Piotr Biskupski |
| Edyta Geppert                                                | 1994 | Śpiewajmy                             | Pomaton EMI      | z udziałem: Edyta Geppert, Andrzej Jagodziński, Tomasz Bajerski, Włodzimierz Nahorny, Paweł Perliński, Adam Lewandowski, Henryk Miśkiewicz, Henryk Alber |
| Mariusz Bogdanowicz Quartet                                  | 1994 | Jazz a go-go                          | Jazz a go-go     | z udziałem: Mariusz Mielczarek, Brandon Furman, Piotr Biskupski |
| Włodzimierz Nahorny / Bogdan Loebl                           | 1995 | Kolędy na cały rok                    | Polonia Records  | z udziałem: Włodzimierz Nahorny, Piotr Biskupski, Jerzy Bartz, Henryk Miśkiewicz, Marek Bałata, Anna Maria Jopek, Dorota Miśkiewicz, Lora Szafran, Mieczysław Szcześniak, Ewa Uryga, Katarzyna Żak |
| Włodzimierz Nahorny                                          | 1996 | Piosenki Lwowskie                     | Polonia Records  | z udziałem: Włodzimierz Nahorny, Maciej Strzelczyk, Dorota Miśkiewicz, Piotr Biskupski |
| Mariusz Mielczarek                                           | 1996 | Do widzenia, do jutra...              | Black Label      | z udziałem: Mariusz Mielczarek, Bogdan Hołownia, Piotr Biskupski, Anna Frankowska, Wojciech Karolak, Ryszard Rynkowski, Tomasz Stańko, Krzysztof Woliński |
| Irena Santor                                                 | 1996 | Duety                                 | Pomaton EMI      | z udziałem: Irena Santor, Edyta Górniak, Magda Umer, Andrzej Sikorowski, Paweł Kukiz, Alibabki, Wojciech Gąssowski, Jerzy Połomski, Anna Maria Jopek, Grzegorz Turnau, Kasia Stankiewicz, Grażyna Łobaszewska, Justyna Steczkowska, Włodzimierz Nahorny, Krzesimir Dębski, Piotr Biskupski, Andrzej Jagodziński, Wojciech Karolak, Adam Cegielski, Czesław Bartkowski |
| Nahorny - Szymanowski                                        | 1996 | Mity                                  | Polskie Radio    | z udziałem: Włodzimierz Nahorny, Maciej Strzelczyk, Andrzej Jagodziński, Piotr Biskupski |
| Jonasz Kofta                                                 | 1997 | Nieobecni                             | Mercury          | z udziałem:Anna Serafińska, Zbigniew Jaremko, Piotr Biskupski, Włodzimierz Nahorny, Michał Tokaj, Marek Napiórkowski, Janusz Strobel, Henryk Miśkiewicz, Grzegorz Piotrowski, Robert Majewski |
| Edyta Geppert                                                | 1997 | Pytania do księżyca                   | Mercury          | z udziałem: Edyta Geppert, Henryk Alber, Tomasz Bajerski, Andrzej Jagodziński, Wiesław Pieregorólka, Piotr Biskupski, Adam Lewandowski, Robert Majewski |
| Fazi Quintet Moon Ship                                       | 1997 | Stawka większa niż 07                 | Quazar           | z udziałem: Mariusz Mielczarek, Piotr Cieślikowski, Bogdan Hołownia, Dariusz Szymańczak, Paweł Twardoch, Lora Szafran |
| Jacek Kaczmarski                                             | 1998 | Między nami                           | Pomaton EMI      | z udziałem: Jacek Kaczmarski, Zbigniew Jaremko, Piotr Biskupski, Janusz Strobel, Andrzej Jagodziński, Jacek Urbaniak, Marzena Jaremko |
| Herdzin / Bogdanowicz/ Biskupski                             | 1998 | Seriale, seriale                      | Confiteor        | z udziałem: Krzysztof Herdzin, Piotr Biskupski |
| Jerzy Tatarak                                                | 1998 | Again                                 | ET Records       | z udziałem: Jerzy Tatarak, Stanisław Łukowiec, Wiesław Woźbiński, Tytus Jakubowski-Drzewiecki |
| Strofy dla ciebie                                            | 1999 | Strofy dla ciebie                     | Atina Studio     | z udziałem: Krzysztof Kolberger, Anna Romantowska, Robert Majewski, Jacek Urbaniak, Włodzimierz Nahorny, Piotr Biskupski, Janusz Strobel, Dorota Miśkiewicz |
| Wielka Pani (Karol Wojtyła Poezje)                           | 1999 | Wielka Pani (Karol Wojtyła Poezje)    | Atina Studio     | z udziałem: Joanna Szczepkowska, Krzysztof Kolberger, Włodzimierz Nahorny, Piotr Biskupski, Jerzy Trela, Janusz Strobel, Zbigniew Jaremko, Kwartet Camerata w składzie: (Włodzimierz Promiński, Andrzej Kordykiewicz, Piotr Reichert, Roman Hoffman) |
| Nahorny / Chopin                                             | 2000 | Fantazja Polska                       | Polskie Radio    | z udziałem: Włodzimierz Nahorny, Wojciech Staroniewicz, Piotr Biskupski, Maciej Strzelczyk, Dorota Miśkiewicz |
| Polska Dusza                                                 | 2000 | Polska Dusza                          | Jazz Forum       | z udziałem: Włodzimierz Nahorny, Piotr Biskupski, Adam Wendt, Lora Szafran, Krzysztof Herdzin, Brandon Furman, Andrzej Jagodziński, Zbigniew Namysłowski |
| Mariusz Bogdanowicz                                          | 2001 | Confiteor Song                        | Confiteor        | z udziałem: Adam Wendt, Krzysztof Herdzin,Brandon Furman, Andrzej Jagodziński, Zbigniew Namysłowski, Piotr Biskupski |
| Nahorny Karłowicz - Koncert                                  | 2002 | Fantazja Polska - Koncert             | Polskie Radio    | z udziałem: Włodzimierz Nahorny, Wojciech Staroniewicz, Piotr Biskupski, Henryk Gembalski, Dorota Miśkiewicz |
| Nahorny Trio                                                 | 2002 | Dolce far niente.. i nic więcej       | Confiteor        | z udziałem: Włodzimierz Nahorny, Piotr Biskupski |
| Mariusz Bogdanowicz Quartet i inni                           | 2002 | Jazzium from Intel                    | Lemma            | z udziałem: Adam Wendt, Maciej Ulatowski, Piotr Biskupski, Maciej Strzelczyk, Piotr Rodowicz, Krzysztof Woliński |
| Lora Szafran                                                 | 2003 | Śpiewnik Nahornego                    | Confiteor        | z udziałem: Włodzimierz Nahorny, Piotr Biskupski, Lora Szafran, Krzysztof Herdzin, Andrzej Jagodziński |
| Mariusz Bogdanowicz Quartet, Nahorny Trio i inni             | 2003 | Made In Poland Presented In Ukraine   | Lemma            | z udziałem:Adam Wendt,Maciej Ulatowski, Piotr Biskupski, Tomasz Stańko, Leszek Możdżer, Jarosław Śmietana, Tomasz Szukalski, Włodzimierz Nahorny |
| Składanka                                                    | 2004 | Kofta - Kreczmar - Janczarski         | Fundacja Akogo   | z udziałem: Krzysztof Herdzin, Piotr Biskupski, Anna Serafińska,Krzysztof Paszek, Janusz Strobel, Hanna Banaszak, Ewa Dałkowska, Mirosław Czyżykiewicz,Marek Stefankiewicz |
| Dorota Wasilewska                                            | 2005 | Wniebogłosy                           | Wiatr            | z udziałem: Dorota Wasilewska, Zbigniew Wegehaupt, Marek Walawender,Adam Lewandowski, Mariusz Mielczarek |
| Agnieszka Osiecka                                            | 2006 | Herbaciane nonsensy                   | EMI              | z udziałem: Ewa Bem, Grażyna Łobaszewska, Anna Serafińska, Andrzej Dąbrowski, Seweryn Krajewski, Grzegorz Turnau, Włodzimierz Nahorny, Piotr Biskupski, Andrzej Jagodziński |
| Ewa Bem                                                      | 2006 | Ten najpiękniejszy świat              | Omedia           | z udziałem: Ewa Bem, Andrzej Jagodziński |
| Nahorny Sextet                                               | 2010 | Chopin Genius Loci                    |                  | z udziałem: Włodzimierz Nahorny, Wojciech Staroniewicz, Piotr Biskupski, Henryk Gembalski, Dorota Miśkiewicz |
| Mariusz Bogdanowicz                                          | 2013 | Syntonia                              | Confiteor        | z udziałem: Adam Wendt, Andrzej Jagodziński, Miłosz Wośko, Marcin Olak, Sebastian Frankiewicz, Piotr Schmidt, Kuba Badach |
| Nahorny Trio                                                 | 2013 | Hope                                  | Confiteor        | z udziałem: Włodzimierz Nahorny, Piotr Biskupski |
| Mariusz Bogdanowicz Quartet, Nahorny Trio, Krzysztof Herdzin | 2014 | Polish Mood                           | Confiteor        | z udziałem: Kuba Badach, Piotr Schmidt, Adam Wendt, Krzysztof Herdzin, Andrzej Jagodziński, Miłosz Wośko, Brandon Furman, Włodzimierz Nahorny, Sebastian Frankiewicz, Piotr Biskupski |
| Zbigniew Kurtycz i Barbara Dunin                             | 2015 | Piosenki Lwowskie Koncert w Harendzie | Polskie Radio    | z udziałem:Zbigniew Kurtycz, Barbara Dunin, Włodzimierz Nahorny, Piotr Biskupski, Andrzej Jagodziński, Maciej Strzelczyk |
| Anna Michałowska, Mariusz Bogdanowicz i inni                 | 2015 | Madame Curie                          | UMCS             | z udziałem: Adam Wendt, Piotr Schmidt, Sebastian Frankiewicz, Michał Iwanek, Anna Michałowska, Kinga Źiółko, Paulina Mazepa |
| Mariusz Bogdanowicz                                          | 2016 | Przy Tobie                            | Confiteor        | z udziałem: Adam Wendt, Michał Iwanek, Marcin Olak, Sebastian Frankiewicz, Piotr Schmidt, Anna Michałowska, Paulina Mazepa, Monika Szymczyk, Katarzyna Maziarczyk, Kinga Ziółko |
| Nahorny Trio                                                 | 2018 | Ballad Book - Okruchy dzieciństwa     | Confiteor        | z udziałem: - Włodzimierz Nahorny, Piotr Biskupski |